# Maximilian von Edelsheim
Maximilian Reichsfreiherr von Edelsheim foi um general alemão durante a Segunda Guerra Mundial, comandando algumas unidades panzer. Nasceu em Berlim em 6 de julho de 1897, faleceu em Konstanz em 26 de abril de 1994.

## Biografia
Maximilian von Edelsheim se alistou para o Exército servindo na cavalaria em 1914 e se tornou um oficial cadete em 1915, encerrando a Primeira Guerra Mundial (1914-18) como Leutnant. Durante o período de entre-guerras, ele comandou várias unidades de cavalaria.
Em 1939, ele se tornou um Oberstleutnant e comandante oficial do Radf.Abt. 1. Ele esteve no comando do Kav. Rgt. 22 (25 de setembro de 1941) com a promoção para Oberst em 1 de dezembro de 1941 e após para Generalmajor em 1 de junho de 1943, subindo rapidamente entre as patentes: apontado Generalleutnant em 20 de maio de 1944 e General der Panzertruppe em 1 de dezembro daquele mesmo ano.
Durante este período, ele serviu continuamente em unidades blindadas, motorizadas ou de cavalaria, comandando sucessivamente o Schtz.Rgt.26 (1 de dezembro de 1942), 20. Pz.Gren.Brig. (10 de outubro de 1942) e após a 24ª Divisão Panzer (1 de março de 1943) e o XXXXVIII Corpo Panzer (21 de setembro de 1944).
Foi feito prisioneiro pelos Americanos em 3 de maio de 1945, e libertado em 31 de março 1947.

## Condecorações
Faleceu em 26 de abril de 1944 em Konstanz. Foi condecorado com a Cruz de Cavaleiro da Cruz de Ferro (30 de julho de 1941), com Folhas de Carvalho (23 de dezembro de 1942, n° 162) e Espadas (23 de outubro de 1944, n° 105).